# Theater De Regentes

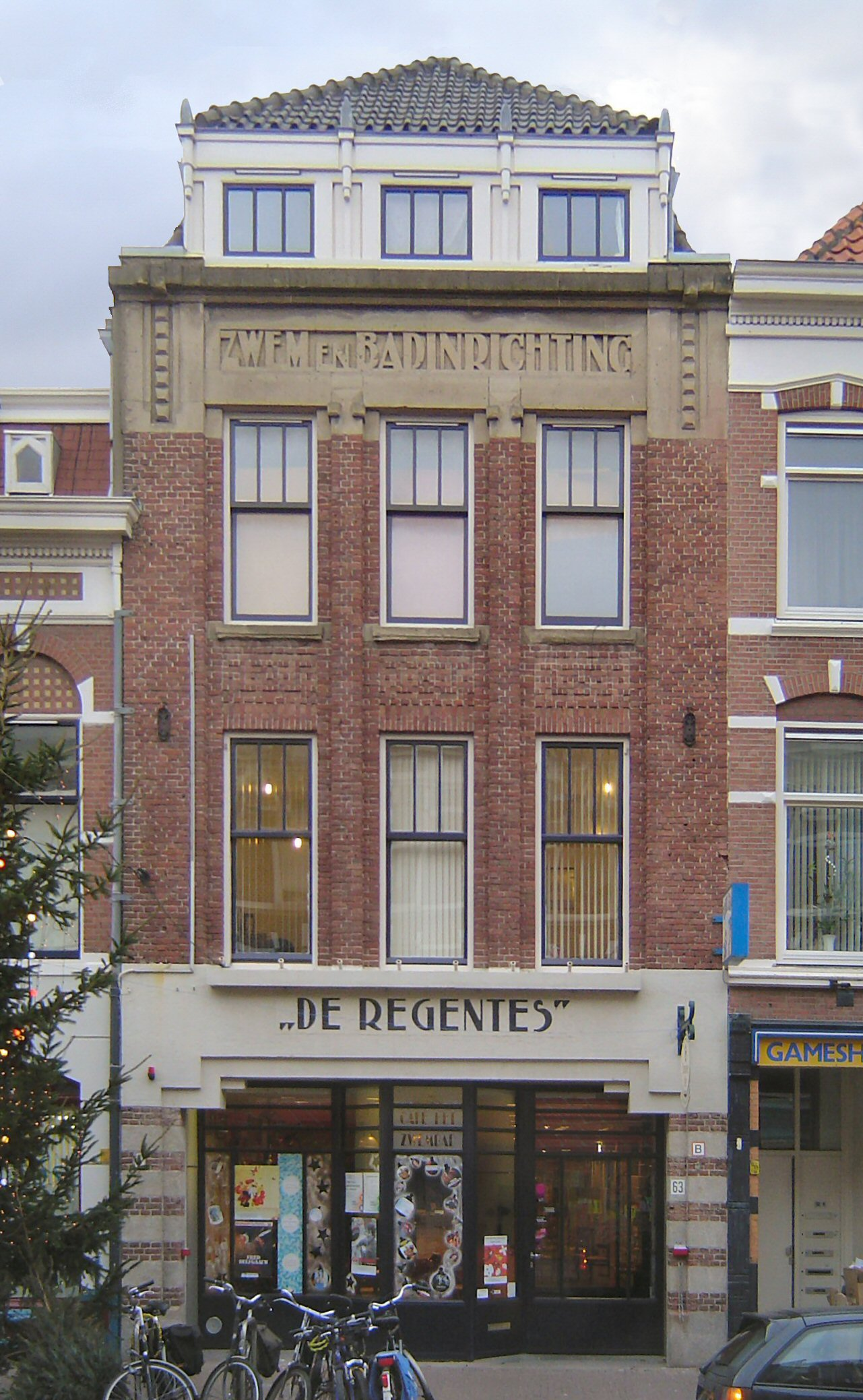
Theater (Zwembad) De Regentes

Theater De Regentes (na een herstart officieel "De Nieuwe Regentes") in Den Haag heette oorspronkelijk Theater Zwembad de Regentes en is opgericht in 1996.

## Theater Zwembad

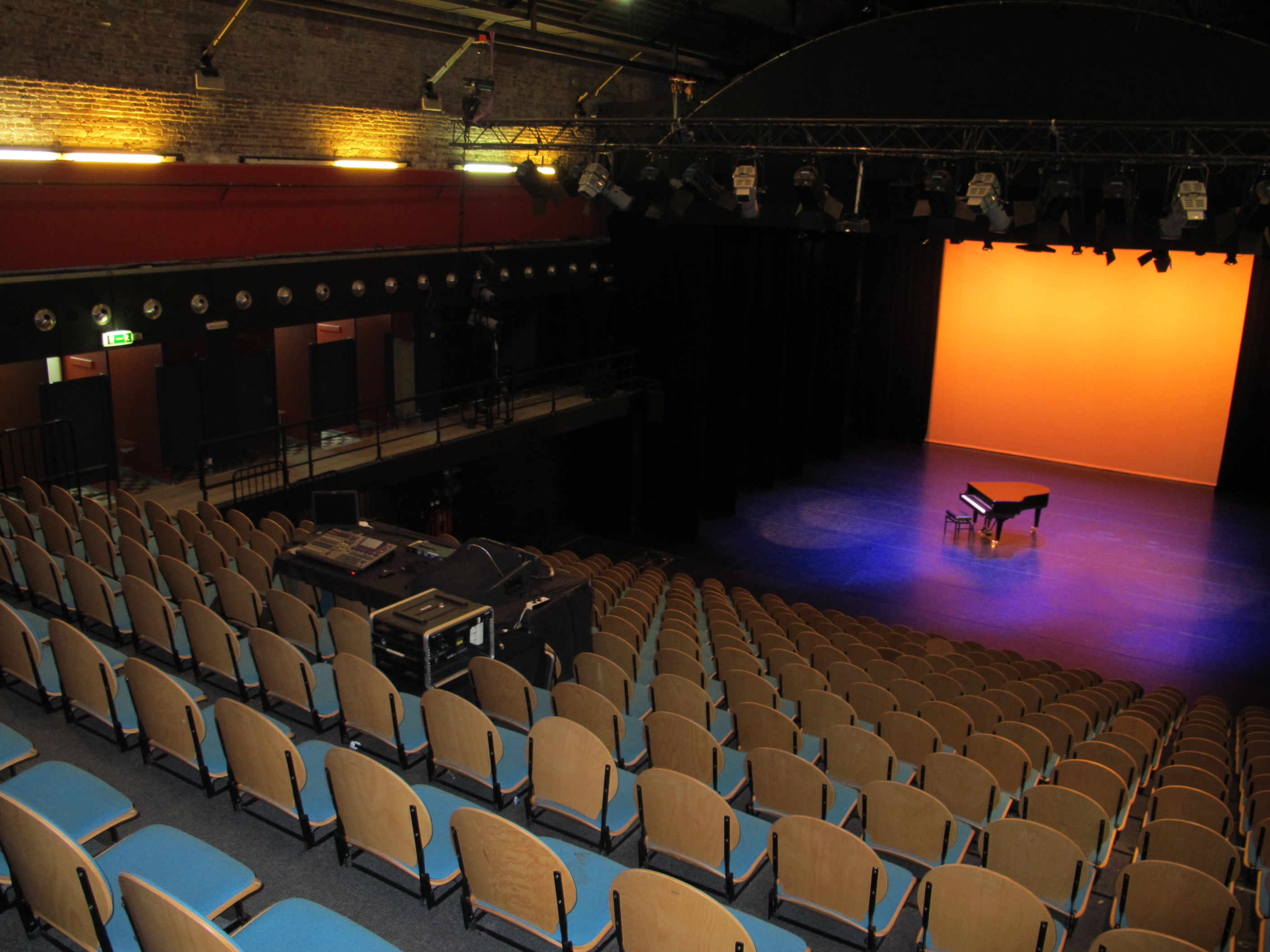
De hoofdzaal van De Regentes is in het 25-meterbad

Bij de oprichting was De Regentes de grootste overdekte zwem- en badinrichting van Europa. In het uit 1920 daterende gebouw met art-deco-elementen heeft menig Hagenaar zijn zwemdiploma behaald of de op de eerste etage gelegen tearoom bezocht.
In de jaren tachtig is het zwembad afgekeurd als gevolg van aangescherpte wetgevingen op het gebied van het milieubeleid. Omdat de renovatie en onderhoudskosten te hoog waren, is in 1995 besloten het pand te sluiten en te slopen. Na de sluiting namen buurtbewoners het initiatief om het markante gebouw voor de buurt te behouden en een nieuwe functie te geven voor de kleurrijke maar enigszins in verval geraakte wijk. De gemeente heeft dit initiatief omarmd door het gebouw in bruikleen te geven aan de nieuwe Stichting Zwembad de Regentes (later genaamd Theater De Regentes).
In de periode 2000 - 2008 wist Theater De Regentes niet alleen een effectieve organisatie op te bouwen, maar ook met behulp van een (programmering) subsidie van de gemeente Den Haag een bespeling te realiseren met een eigen signatuur in de stad. Na een aantal jaren van opbouw werden in Theater De Regentes meer dan 300 voorstellingen en concerten gegeven. De Regentes ontwikkelde een Buurtpas waarmee de bewoners uit het Regentessekwartier voor gereduceerde tarieven naar ‘hun eigen theater' konden gaan. 
Met ruimhartige ondersteuning van de Gemeente en met name Fonds 1818 veroverde  De Regentes een plek in de stad die er toe deed en herkenbaar was voor een groot en gemêleerd publiek, met een programmering waarin Hindoestaans toneel en dans naast een bijzonder serie singer-songwriters, toneel, muziektheater en kleinschalige opera, ook het Nederlands Danstheater bewonderd kon worden. 
Na deze succesvolle periode stagneerde de verdere opbouw van De Regentes en dreigde, mede ingegeven door bezuinigingen sluiting voor dit bijzondere en markante ‘buurt theater’. Dankzij een groep gepassioneerde medewerkers en cultuurliefhebbers bleef het pand behouden en wordt onder de  naam De Nieuwe Regentes met succes gewerkt aan het behoud van een waardevol theater in de stad en het Regentessekwartier in het bijzonder.

## Het pand
De bijzondere architectuur en de authenticiteit van het gebouw zijn nog duidelijk herkenbaar bijvoorbeeld in de gevel en het tegelwerk. Dat geldt ook voor de vijf zalen:
- De Grote zaal (de voormalige zwembadhal)
- De Kleine zaal (het voormalige kikkerbad)
- Het Ketelhuis (de voormalige ketelruimte)
- Het Diepe (voorheen het bassin van het zwembad)
- De Studio

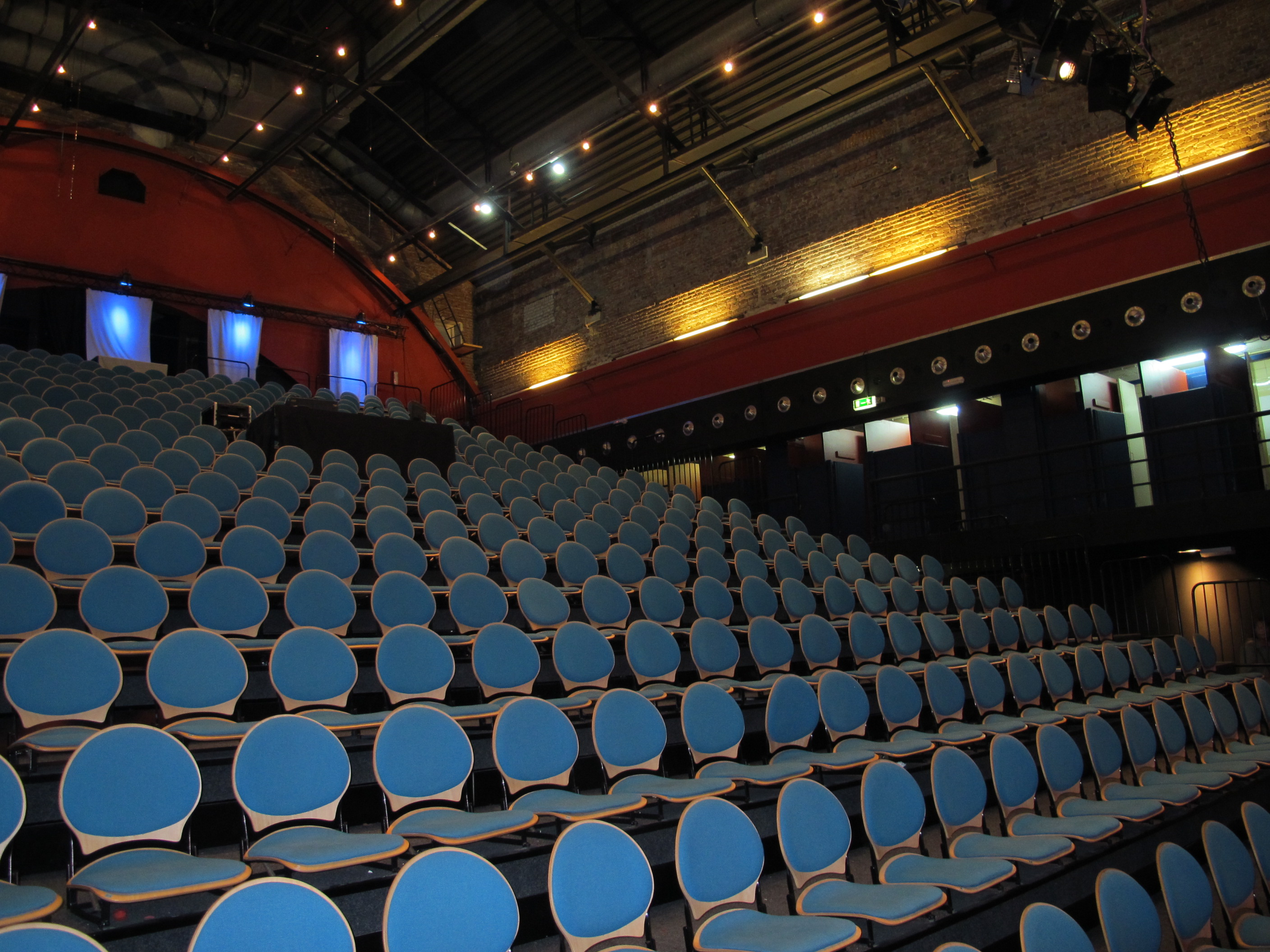
de Grote Zaal
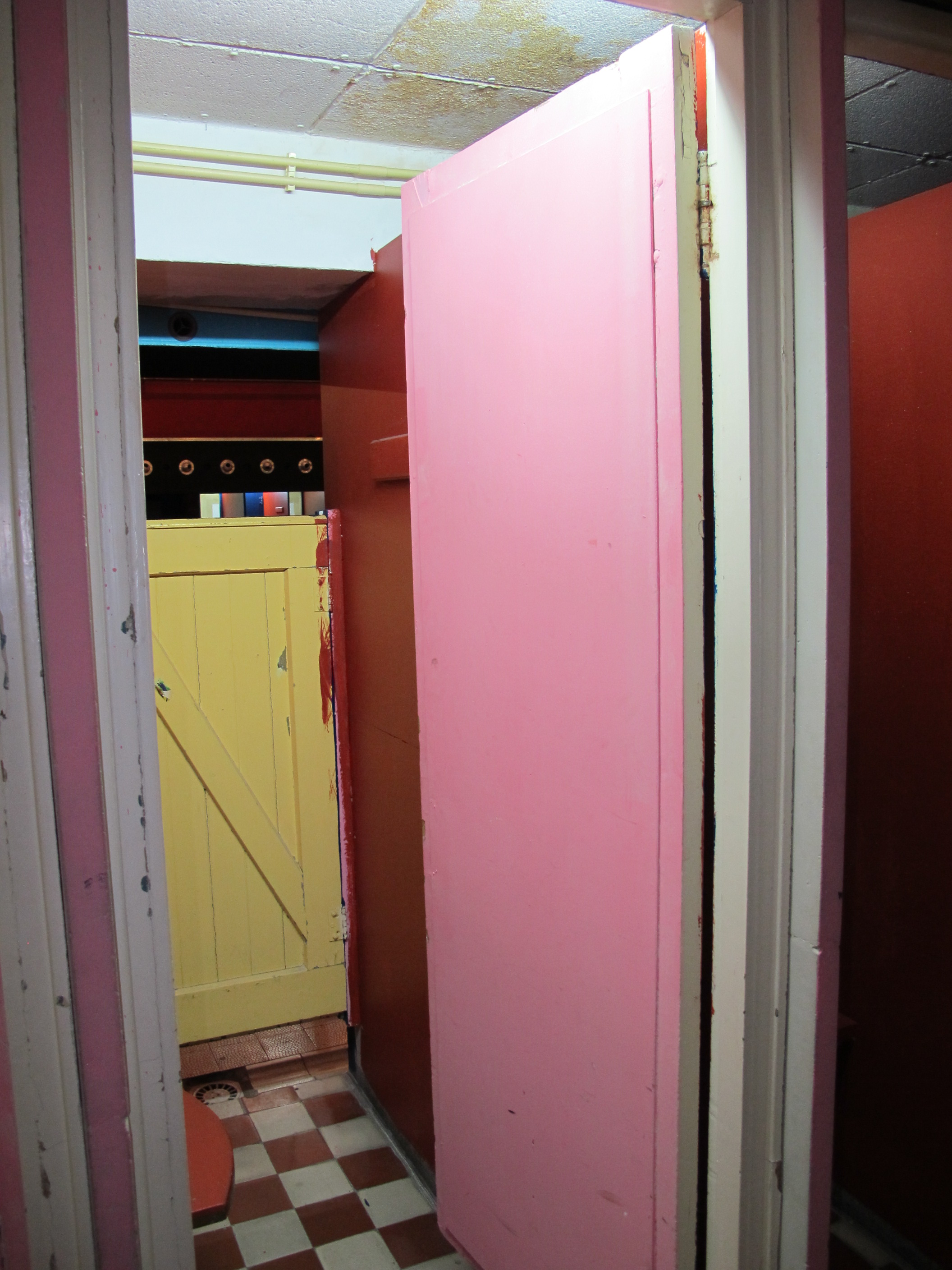
Rondom de Grote Zaal zijn de oude kleedhokjes nog aanwezig
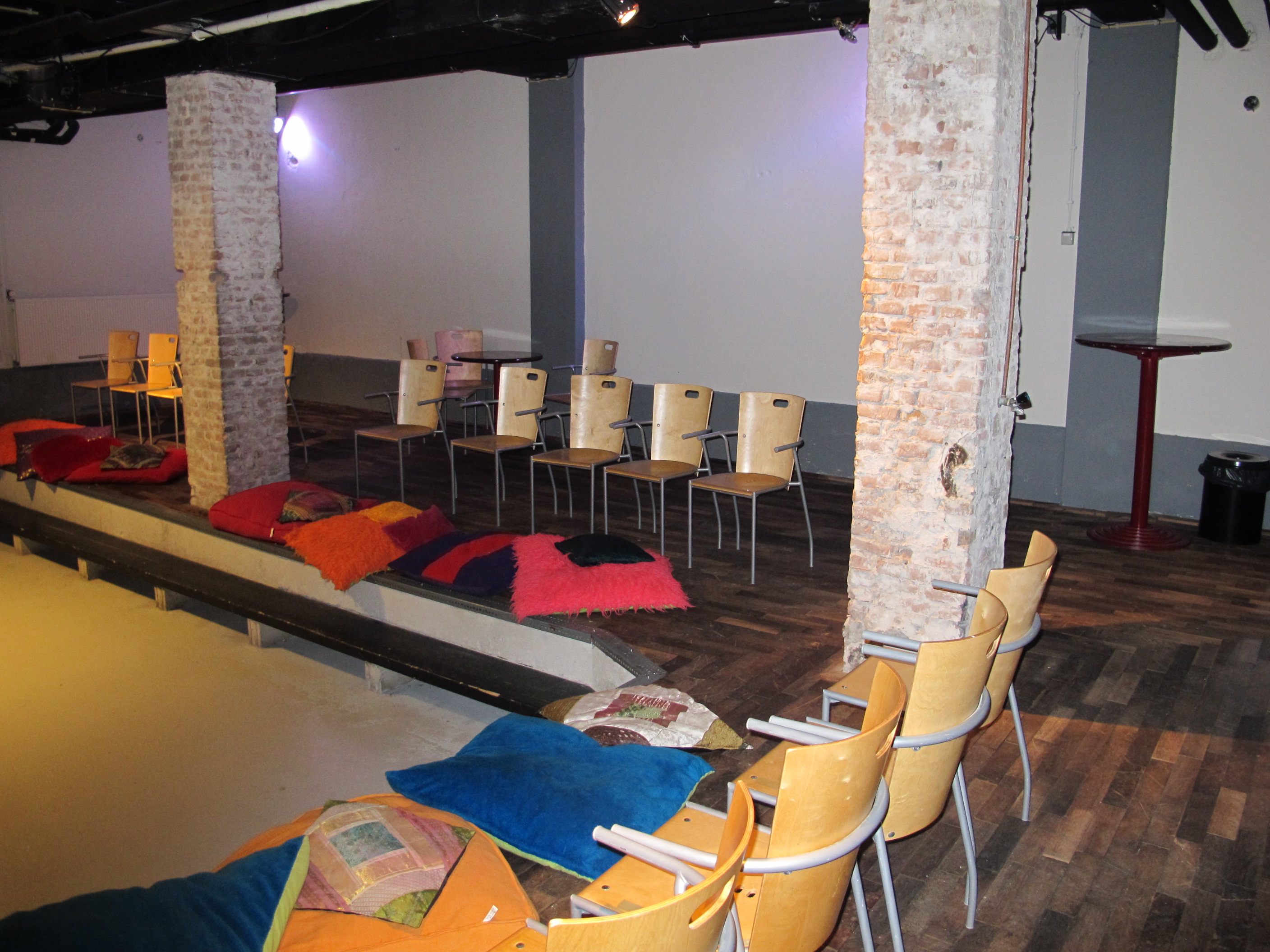
het Ketelhuis
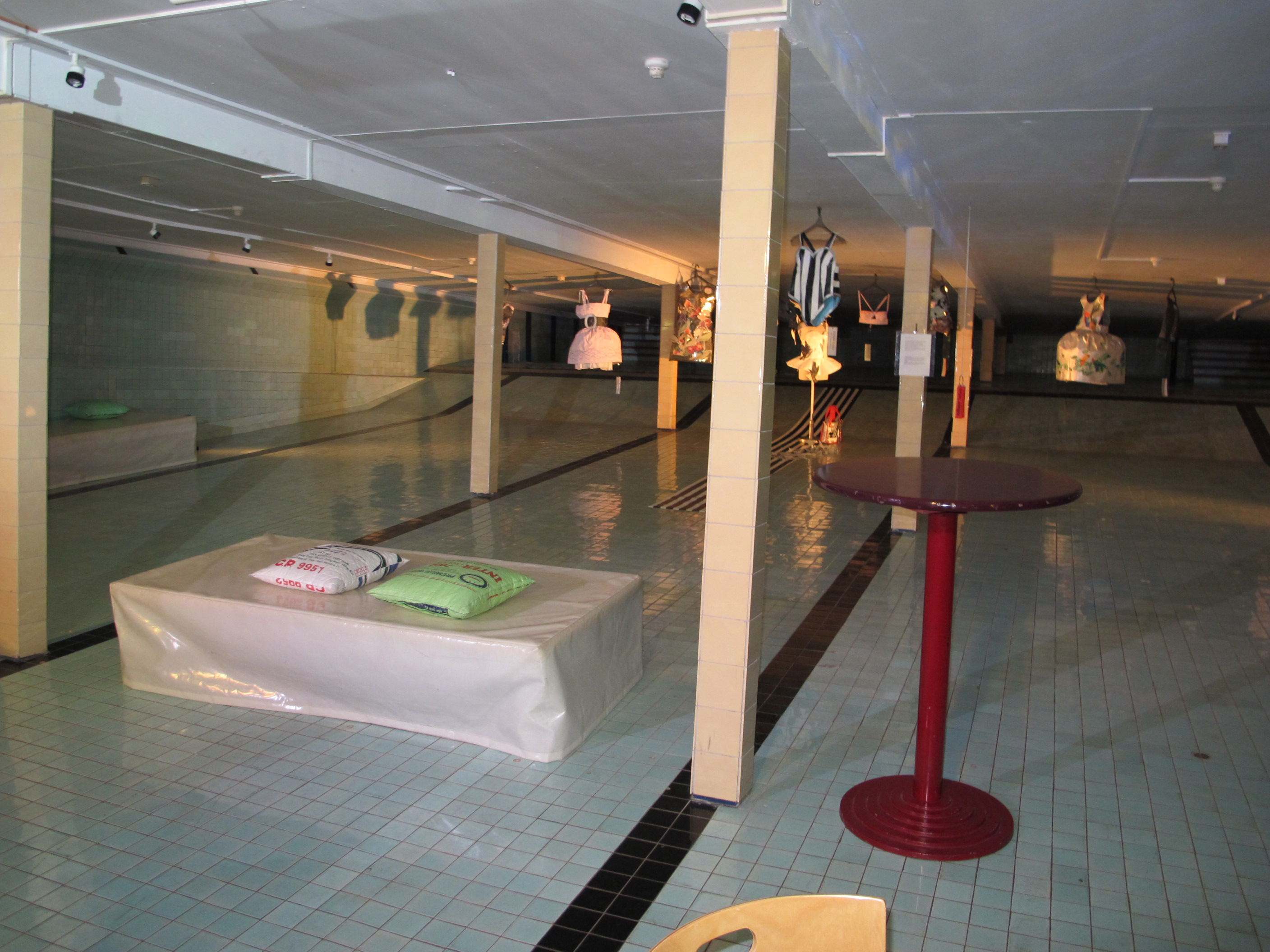
het Diepe
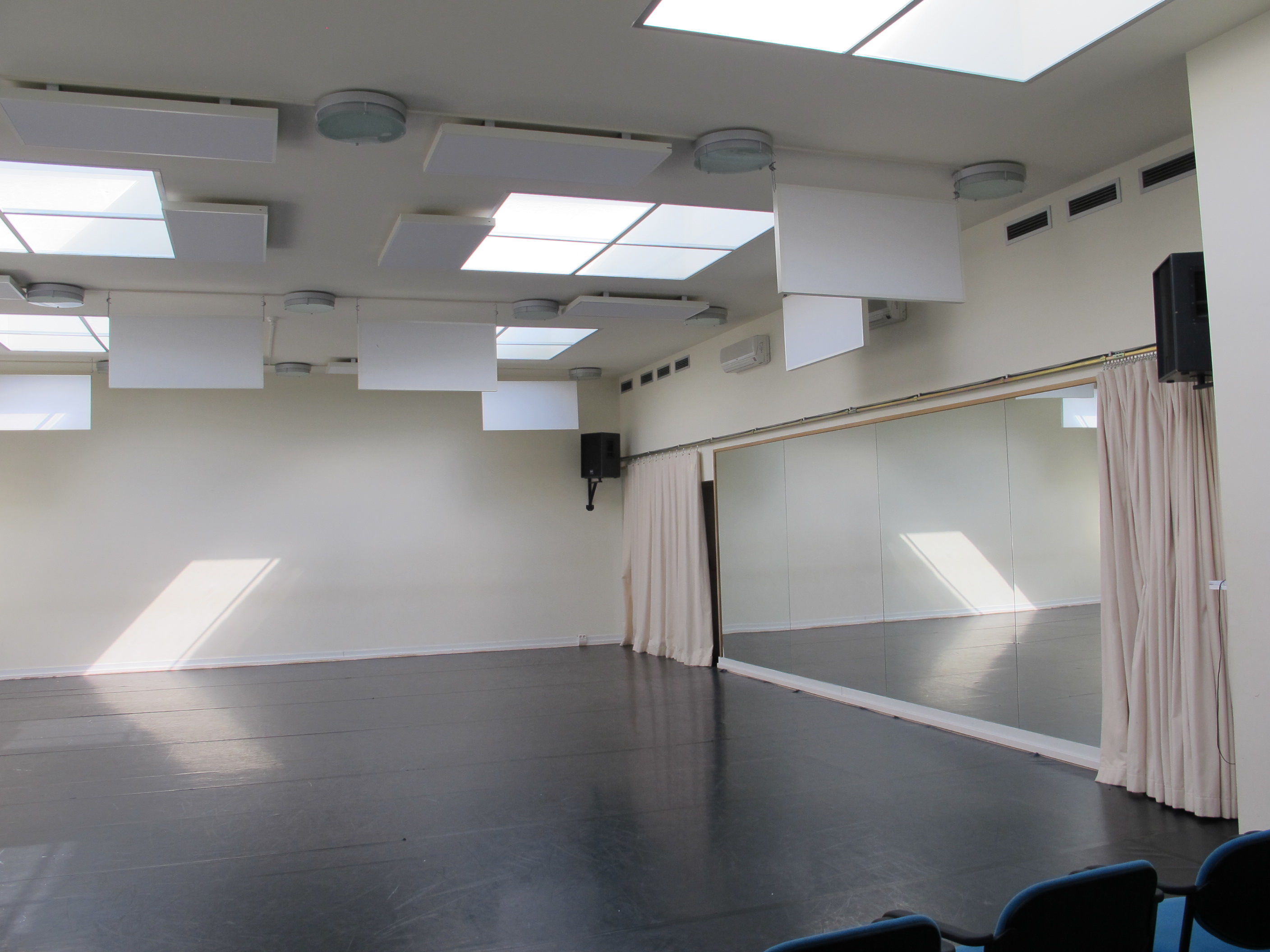
de Studio
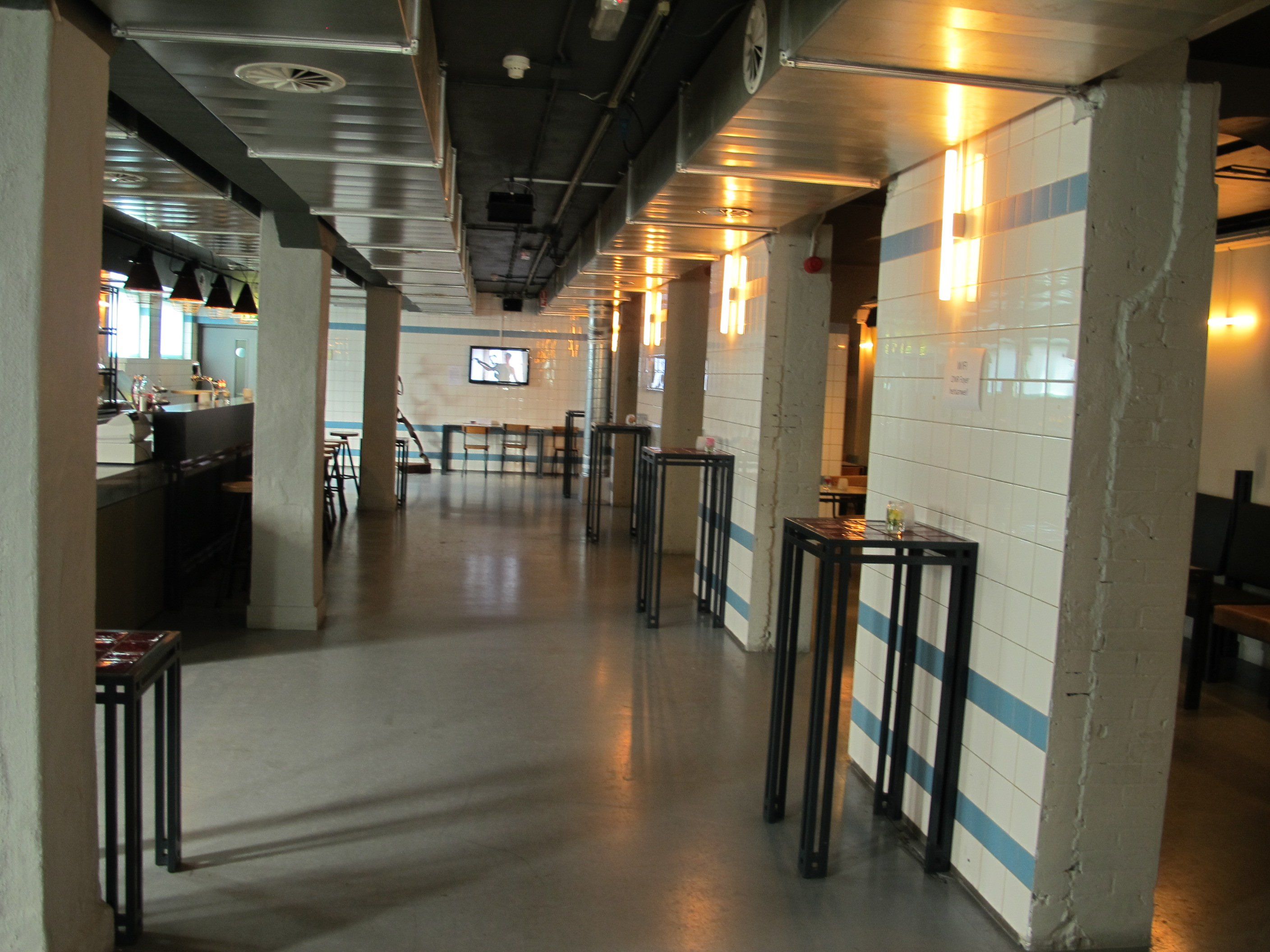
Foyer

## Koninklijk Huis
Prins Willem Alexander en Prinses Maxima bezochten het theater ter afsluiting van de kennismakingstour door Nederland. Ze werden in Theater De Regentes getrakteerd op de voorstelling Romeo en Julia door de Haagse theatergroep Eskalibur. Een bijzonder gezelschap met acteurs die allemaal een verstandelijke beperking hebben.